# Bašelj
Bašelj je vas v Občini Preddvor. Vas leži ob cesti
Preddvor - Golnik pod Storžičem.
Bašelj je znan kot poznoantični in zgodnjesrednjeveški gradec. Na gradišču nad Bašljem je bila gorska naselbina (refugij). Najdbe na tem najdbišču so iz rimske in staroslovanske dobe (orožje, orodje, keramika). Kraj se prvič omenja  v 12. stoletju. Nad vasjo je na izredno razglednem holmu (880m) cerkev sv. Lovrenca. V cerkvi so freske iz 15. stoletja in gotski prezbiterij.